# Onon
Onon je rijeka u Mongoliji i Dalekoistočnom saveznom okrugu Rusije. Onon je dug 818 km, izvire u planinskom lancu Khentii, protječe Mongolijom 298 km, te se spaja s rijekom Ingoda i zajedno čine rijeku Šilku.
U gornjem toku rijeke Onon navodno se nalazi rodno mjesto Džingis-kana. Vodotok Onon-Šilka-Amur je jedna od deset najdužih rijeka na svijetu.

## Vanjske poveznice
|  | Zajednički poslužitelj ima još gradiva o temi Onon |